# Distretto di La Victoria (Lambayeque)
Il distretto di La Victoria è uno dei venti distretti della provincia di Chiclayo, in Perù. Si trova nella regione di Lambayeque e si estende su una superficie di 29,36 chilometri quadrati.

Istituito il 13 settembre 1984, ha per capitale la città di La Victoria; nel censimento 2005 contava 75.729 abitanti.